# Jeu de levées
 (septembre 2012).
Un jeu de levées est un type de jeux de cartes dans lequel les joueurs exposent tour à tour une carte sur la table et celui qui a joué la plus forte, selon les règles du jeu, s'empare de l'ensemble en le levant et le pliant devant lui — le joueur fait une levée ou un pli. 
L'appellation jeu de plis est aussi utilisée, en particulier à la belote bien qu'il existe une nuance entre les termes levée et pli essentiellement liée à la philosophie du jeu, en effet :
- L'expression jeu de levées concerne plutôt des jeux comme le bridge, car l'enjeu consiste à réaliser un nombre de levées supérieur aux opposants,
- L'expression jeu de plis, concerne plutôt des jeux comme la belote, où le but est de cumuler un nombre de points supérieur aux opposants dans les cartes contenues dans les levées, le nombre de levées lui-même étant secondaire.

## Définitions
Les mots levée et pli sont liés à celui de main comme l'atteste une ancienne règle du jeu de l'Hombre — jeu de levées à enchères précurseur du bridge — permettant de déterminer le moment où une renonce peut être pénalisée :

« Celuy qui renonce ne fait point la bête, quand même la main seroit levée en l'air, s'il s'en aperçoit, & empêche que la main ne soit pliée sur le tapy, mais si elle y est renversée par celui qui la gagne & y a touché, il fait la bête [...] Si la main vient à celuy qui a fait la renonce, & que sans la lever il joüe ensuite, & couvre cette main, il fait la bête, parce qu'en ce cas elle est censée levée & pliée sur le tapy. »

— Décisions nouvelles sur les difficultez & incidens du jeu de l'Hombre, Paris, Pierre Ribou, 1709, ch.8, p. 17
Main
Le mot main a deux significations :
1. les cartes qu'un joueur tient dans sa main,
2. les cartes exposées sur la table par les joueurs. La main est complète quand tous les joueurs ont joué ainsi leur carte, sinon elle est dite incomplète.

Levée
Lever signifie s'emparer de la main. Quand tous les joueurs ont joué leur carte, la main est complète et elle peut être levée par un des joueurs en fonction des règles du jeu. C'est à partir de ce moment que le joueur est dit avoir fait la levée, mais il lui reste à ranger la main qu'il vient de lever. La main prend le nom de levée.
Pli
Plier signifie ranger la main qui vient d'être levée. Pour ranger la levée, le joueur la plie en regroupant les cartes en tas et les retournant, faces cachées, devant lui ; la main prend alors le nom de pli. Le pli est la conservation de la levée.
Avoir la main
L'expression avoir la main, signifiant pour un joueur qu'il doit poser la première carte de la main, découle probablement de la seconde définition du mot main. Le joueur qui vient de faire une levée est, en effet, en possession de la dernière main et, selon la majorité des règles de jeu de cartes, c'est à lui d'ouvrir pour la levée suivante. Par ailleurs, l'expression avoir la main  ne se dit pas au tout début d'un coup — lorsque les joueurs ont encore toutes leurs cartes en main — le premier joueur à ouvrir et qui est généralement situé à côté du donneur — à droite dans les jeux traditionnels français et à gauche dans ceux anglo-saxons — étant alors appelé le premier en cartes ou l'entameur (au Bridge).
Renonce
Le fait pour un joueur de ne pas se conformer à une obligation de couleur. Par exemple, la levée en cours est à trèfle et le joueur joue une carte à cœur alors qu'il possède une carte à trèfle dans sa main. La renonce devrait être toujours involontaire, résultat d'une étourderie ou de cartes en mauvais état et collantes. Lorsqu'elle est volontaire, elle est qualifiée de tricherie.
Il existe donc une différence entre les définitions des mots levée et pli. Le pli et la levée sont deux appellations de la main qui vient d'être jouée, mais la levée précède le pli. Dans la citation du jeu de l'hombre, l'auteur exprime que tant que la main est encore au stade de la levée, une renonce n'est pas pénalisable — par une dette appelée, ici, bête — par contre elle l'est quand elle est au stade du pli.

## Spécificité des jeux en duplicate
Dans un jeu en duplicate, plusieurs personnes s'affrontent à des tables différentes avec exactement la même distribution de cartes. Pour permettre de jouer en duplicate, on doit donner un nom (ou un numéro) à chaque place à table (au bridge on désigne ces positions par les quatre points cardinaux Nord, Est, Sud et Ouest) et s'assurer d'une manière ou d'une autre que tous les joueurs en position Nord aient les mêmes cartes, que tous les joueurs en position Sud aient les mêmes cartes, etc. Ainsi, par exemple, si le joueur Ouest de la table 1 (on donne généralement des numéros aux tables afin de faciliter l'organisation) possède la dame de cœur dans sa main au début de la partie, tous les autres joueurs Ouest auront également la dame de cœur en main au début de la partie.
Dans un jeu en duplicate, le vainqueur n'est plus le joueur (ou l'équipe) qui fait le plus de points à une table mais bien le joueur (ou l'équipe) qui fait le plus de points parmi tous les joueurs (ou équipes) ayant occupé la même position à table. 
Dans une organisation de tournoi simple, chaque joueur garde sa position (Nord, Sud, etc.) tout au long du tournoi et il y aura alors généralement plusieurs vainqueurs au tournoi: le vainqueur de la position Nord, le vainqueur de la position Est, etc. 
Dans d’autres modes d’organisation (plus complexes), ce problème est contourné en faisant régulièrement changer de position tous les joueurs. Cette astuce n'est cependant pas équitable puisque les joueurs sont comparés à d'autres joueurs n'ayant pas eu les mêmes cartes qu'eux. Aussi, pour restaurer l’équité, ce système demande de compter les points de chaque donne d’une manière qui n’est pas classique pour le jeu en question de sorte que les joueurs ayant eu de bonnes cartes ne soient pas favorisés. C’est ce dernier procédé qui est utilisé généralement au bridge (avec plusieurs variantes influençant la stratégie des joueurs) On peut, par exemple, attribuer à chaque donne 10 points de tournoi au joueur ayant fait le meilleur résultat de tous les joueurs ayant eu la même main pour cette donne et 9 points de tournoi au deuxième, etc.  
Un jeu en duplicate est dit simultané si tous les joueurs jouent la même distribution de cartes (généralement appelée donne) en même temps. Ceci demande naturellement une logistique assez lourde. On peut par exemple avoir un arbitre (ou une machine) qui prépare les cartes pour tout le monde et un assistant les donne ensuite aux joueurs en main propre avec ordre de ne pas les mélanger.
Il est également possible de jouer en duplicate en différé ce qui demande en général moins de préparation. Dans un tel système, lorsqu'une donne a été jouée à la table X, les joueurs de cette table reconstituent leurs mains de départ à la fin de la donne puis donnent leurs cartes à une autre table Y (désignée par l'organisateur) afin que les joueurs de cette autre table puissent jouer avec la même distribution de cartes. 
Il existe deux procédés usuels pour reconstituer les mains à la fin de chaque donne :
1. Chaque joueur note sa main sur un morceau de papier avant de commencer la donne;
2. Les plis remportés ne sont plus physiquement donnés au joueur qui les a gagnés. Au lieu de cela, chaque joueur reprend la carte qu'il a jouée et la pose devant lui face cachée à droite de la carte qu'il avait jouée au pli précédent. Afin d’éviter toute hésitation ultérieur quant au vainqueur de chaque pli, le vainqueur du pli pose sa carte verticalement (pour être mathématiquement correct on devrait plutôt dire à plat avec le petit côté de la carte parallèle au bord la table dont le joueur est le plus proche) alors que les autres joueurs reposent leurs cartes horizontalement. À la fin de la donne, chaque joueur a donc devant lui faces cachées toutes les cartes qu'il possédait en main au début de la donne.

Cette deuxième manière de faire se prête bien aux jeux où seul compte le nombre de plis emportées. Au bridge, on y ajoute généralement l'usage d'étuis à quatre emplacements (marqués Nord, Est, etc.) afin de faciliter le transfert des cartes aux autres tables. 
Pour qu'un tournoi soit le plus équitable possible, il ne suffit pas de réduire le facteur chance lié à la distribution de cartes il faut aussi réduire le facteur chance que constitue le fait d'avoir à sa table des joueurs de niveaux disparates. Aussi, dans les tournois de jeux de cartes en duplicate, on a non seulement les cartes pré-distribuées qui passent de table en table mais aussi les joueurs eux-mêmes qui changent régulièrement de table selon un schéma prédéfini. Ce schéma de déplacement de joueurs demande de la rigueur dans sa préparation et son application afin que personne ne joue deux fois la même distribution de cartes. 
Le bridge est probablement le seul jeu de cartes pour lequel pratiquement tous les tournois se font en duplicate mais le principe peut-être appliqué à pratiquement tout jeu de levées moyennant quelques petits aménagements. On peut également appliquer le principe général du duplicate à d'autres jeux comme le scrabble ou même le poker

## Jeux de levées classiques
Le but est généralement de remporter la levée en posant la carte la plus forte. Selon les jeux, le but peut être de remporter le plus de levées ou le plus de cartes intéressantes dans les levées. Parfois, il faut au contraire remporter le moins de levées ou de points.
- Tarot français
- Bridge
- Skat
- Manille (jeu)
- Sueca (jeu de cartes)
- Aluette
- La Drogue
- Doppelkopf
- Hombre (jeu)
- Jeu de la botifarra
- Zole
- Schnapsen
- Stupide vautour
- Triomphe (jeu de cartes)
- Truc y flou
- Ascenseur (jeu de cartes)
- Écarté (jeu)
- Polignac (jeu de cartes)
- Euchre
- Whist